# لاندن فیلمز

لوگوی لاندن فیلمز

لاندن فیلمز (انگلیسی: London Films) یک شرکت فیلم‌سازی در شهر لندن، انگلستان است.
این شرکت در سال ۱۹۳۲ توسط الکساندر کوردا تأسیس شده و از سال ۱۹۳۶ به استودیو فیلم دهنهام در باکینگهام‌شر در نزدیکی لندن منتقل شده‌است. شرکت لاندن فیلمز که تهیه‌کننده فیلم‌های بسیاری بوده توانسته‌است جایزه اسکار بهترین صدابرداری را در سال ۱۹۵۲ برای فیلم دیوار صوتی کسب کند.

## فیلم‌های ساخته شده
- وجه نقد (۱۹۳۳)
- زندگی خصوصی هنری هشتم (۱۹۳۳)
- رامبرانت (۱۹۳۶)
- طبل (۱۹۳۸)
- چهار پر (۱۹۳۹)
- کاملاً غریبه (۱۹۴۵)
- آنا کارنینا (۱۹۴۸)
- بت سقوط کرده (۱۹۴۸)
- مرد سوم (۱۹۴۹)
- بنال وطن (۱۹۵۱)
- دیوار صوتی (۱۹۵۲)
- ریچارد سوم (۱۹۵۵)
- فصل تابستان (۱۹۵۵)